# شيلا كيلي
شيلا كيلي (بالإنجليزية: Sheila Kelley)‏ (و. 1961  م) هي ممثلة تلفزيونية، وممثلة أفلام أمريكية، ولدت في غرينسبورج، بدأت مشوارها المهني سنة 1987.

## التعليم
تعلمت في مدرسة تيش العليا للفنون
.

## وصلات خارجية
- شيلا كيلي على موقع IMDb (الإنجليزية)
- شيلا كيلي على موقع ألو سيني (الفرنسية)
- شيلا كيلي على موقع أول موفي (الإنجليزية)
- شيلا كيلي على موقع قاعدة بيانات برودواي على الإنترنت (الإنجليزية)
- شيلا كيلي على موقع قاعدة بيانات الأفلام السويدية (السويدية)
- شيلا كيلي على موقع قاعدة بيانات الفيلم (الإنجليزية)
- شيلا كيلي على موقع كينوبويسك (الروسية)